# كويتشي هامادا
كويتشي هامادا (باليابانية: 浜田宏一؛ بالكانا: はまだ こういち) هو اقتصادي ياباني، ولد في 8 يناير 1936 في طوكيو في اليابان.